# Gioventù. Scene di vita di provincia
Gioventù. Scene di vita di provincia (Youth: Scenes from Provincial Life) è il secondo volume di un'autobiografia fittizia dell'autore Premio Nobel 2003 J. M. Coetzee pubblicato dalla casa editrice Einaudi nel 2002. In questo, come nel volume precedente, Infanzia. Scene di vita di provincia e in quello successivo Tempo d'estate. Scene di vita di provincia il protagonista si chiama John Coetzee e il corso della sua vita (qui dai 19 ai 23 anni) è parallelo alla vita reale dell'autore. Tuttavia Coetzee presenta questi tre volumi come romanzi. Qui parla degli anni 1960 a Londra dove era andato per sfuggire ai disordini politici di Città del Capo. 
La storia inizia con il narratore che vive a Mowbray e studia all'Università di Città del Capo. Dopo la laurea in matematica e inglese e sulla scia del massacro di Sharpeville, si trasferisce a Londra nella speranza di trovare l'ispirazione per diventare un poeta e la donna dei suoi sogni. Tuttavia non trova nulla di tutto ciò e finisce per accettare un lavoro noioso come programmatore di computer all'IBM, dove controlla tutto il giorno schede perforate, inviate a un IBM 7090 per il progetto TSR-2. Cerca rifugio nei film e si innamora di Monica Vitti. Si sente snobbato dagli inglesi e non si rilassa mai, sempre consapevole del disprezzo con cui lo considerano. Trova e lascia alcune ragazze che però non corrispondono minimamente al suo ideale di donna e finisce per trattarle male, ricambiato. Disprezza la gente perché non è in grado di scorgere la fiamma della poesia che sente bruciare dentro di sé, anche se non riesce a scrivere una riga. Nessuna delle donne che incontra evoca in lui la passione che, secondo lui, avrebbe permesso alla sua arte di prosperare e quindi produrre la grande poesia. Alla fine lavora per il progetto Atlas, antagonista a quello americano dell'IBM, gestito per conto del governo inglese, dalla International Computers.

## Edizioni italiane
- J. M. Coetzee, Gioventù. Scene di vita di provincia, traduzione di Franca Cavagnoli, Einaudi (coll. "Supercoralli"), 2002,  p. 173, ISBN 88-06-16224-1.
- J. M. Coetzee, Gioventù. Scene di vita di provincia, traduzione di Franca Cavagnoli, Einaudi (coll. "ET" n. 1253), 2004,  p. 173, ISBN 88-06-17117-8.